# Bataille de Hexham
Pour un article plus général, voir Guerre des Deux-Roses.
Guerre des Deux-Roses
Batailles
La bataille de Hexham est un affrontement de la guerre des Deux-Roses. Elle se déroule le 15 mai 1464 près de Hexham, dans le Northumberland, et se solde par une victoire de l'armée yorkiste, conduite par John Neville, sur les hommes de Henri Beaufort, qui est capturé et exécuté. Cette bataille marque la fin de la résistance des Lancastre dans le nord ; l'autorité d'Édouard IV ne sera plus sérieusement menacée avant le revirement de Richard Neville en 1469.

## Situation
Après leur défaite à Hedgeley Moor en avril de la même année, les Lancastre ont échoué à empêcher la faction yorkiste de négocier un traité de paix avec l'Écosse et voient leur base d'opérations dans le nord de l'Angleterre sérieusement menacée. Ils décident alors d'organiser une campagne militaire et de rassembler des hommes avant qu'une plus grande armée ne soit réunie à Leicester par Édouard IV et ne parte écraser la rébellion.
L'armée des Lancastre, commandée par Henri Beaufort, duc de Somerset, se déplace à travers le Northumberland à la fin du mois d'avril 1464, obtenant le soutien de diverses garnisons acquises à la cause des Lancastre, et campe près de Hexham au début du mois de mai. Une armée yorkiste commandée par John Neville est envoyée en avant-garde par Édouard IV et les deux armées s'affrontent le 14 mai.

## La bataille
On a peu de détails sur le lieu exact de la bataille, la composition et le nombre des armées ainsi que le déroulement de la bataille mais on peut penser que le combat fut relativement peu sanglant.
Le campement des Lancastre est situé près de Linnels Bridge, un peu au sud de Hexham. Les Yorkistes traversent le fleuve Tyne dans la nuit du 12 au 13 mai et, au matin du 14, sont en position d'attaquer Hexham. On présume que l'avancée des troupes yorkistes fut rapide car, malgré les avertissements de leurs éclaireurs, les Lancastre eurent peu de temps pour préparer la bataille.
Henri Beaufort déploie ses troupes à la hâte, divisant son armée en trois groupes dans un pré où il espère engager l'affrontement avec ses adversaires avant que ceux-ci n'atteignent Hexham. Les Lancastre viennent tout juste de gagner leurs positions quand les Yorkistes lancent l'assaut depuis leurs positions plus élevées. Le flanc droit de l'armée Lancastre, commandé par Thomas de Ros, fuit le champ de bataille avant même le début des combats. Le reste de l'armée de Beaufort est alors dans une situation désespérée, encerclée et incapable de manœuvrer, et les Yorkistes chargent leurs adversaires médusés.
Le moral des troupes Lancastre s'effondre rapidement et, après une brève résistance, ils sont repoussés vers la rivière proche, la Devil's Water, par les Yorkistes. S'ensuit alors une déroute chaotique où beaucoup d'hommes se noient dans la rivière ou sont écrasés alors qu'ils tentent de grimper les rives escarpées de la Devil's Water. La plupart d'entre eux sont encerclés sur la rive nord et forcés de se rendre à l'approche des Yorkistes.

## Conséquences
John Neville ne fait preuve d'aucune clémence et 30 commandants de l'armée Lancastre, dont Henri Beaufort et Thomas de Ros, sont exécutés au soir de la bataille ou dans les jours suivants. La perte de leurs principaux chefs entraîne la fin de la résistance des Lancastre dans le nord de l'Angleterre et, avec la fin de cette rébellion, il s'ensuit une période de paix qui va durer jusqu'en 1469. Le titre de comte de Northumberland est remis à John Neville, ce qui assure à la famille Neville le contrôle des marches du Nord, qu'ils disputaient aux Percy depuis plusieurs années.
En 1469, la libération d'Henry Percy, et son rétablissement dans ses titres aux dépens de John Neville, est l'une des raisons de la révolte des Neville et leur changement d'alliance. Richard Neville, 16e comte de Warwick, se soulève contre Édouard IV et la guerre des Deux-Roses reprend alors.